# Imigração nos Estados Unidos

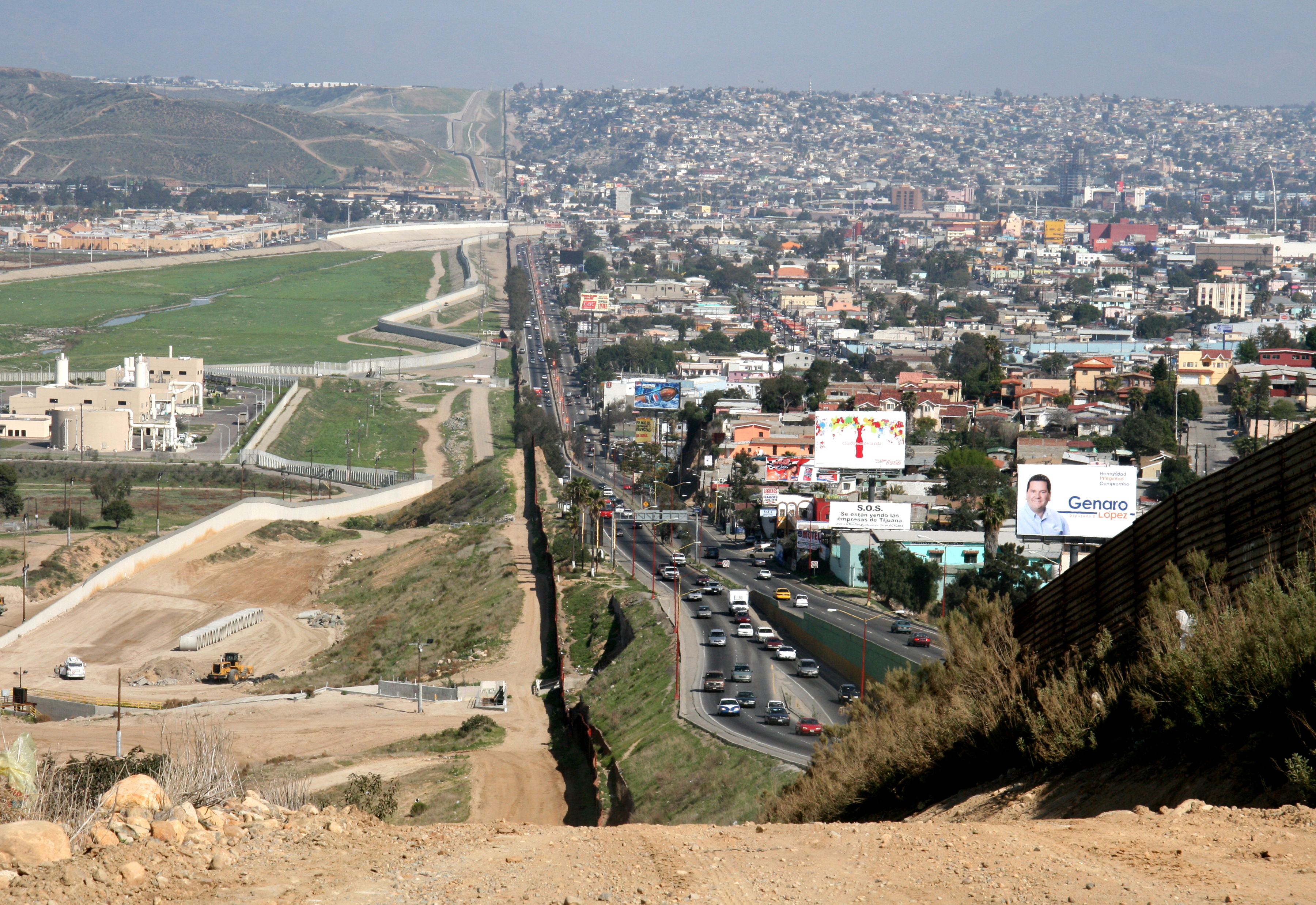
Um pequeno muro que separa a densamente povoada Tijuana, no México (à direita) de San Diego, nos Estados Unidos, no setor da Patrulha Fronteiriça. Um segundo muro está sendo construído até o Oceano Pacífico.

Imigração para os Estados Unidos é o movimento internacional de indivíduos, que não possuem cidadania americana, em direção aos Estados Unidos para estudar, trabalhar e viver no país. É uma das fontes principais para o crescimento populacional e mudanças culturais durante toda a história dos Estados Unidos.
Em números absolutos, os Estados Unidos tem a maior população de imigrantes entre todos os países do mundo, somando mais de 50,6 milhões de pessoas em 2019. Isto representa cerca de 19,1% dos 244 milhões de migrantes internacionais em todo o mundo e 14,4% da população dos Estados Unidos. Em 2018, havia quase 90 milhões de imigrantes e crianças nascidos de imigrantes nos Estados Unidos, o que representava 28% da população total dos Estados Unidos.
O impacto econômico, social e político da imigração sempre foi motivo de controvérsia, com estudos mostrando diversos efeitos na mobilidade social, crime, padrão de votos em eleições e desemprego no território dos Estados Unidos.
Muitas pesquisas mostram que, no quadro geral, a imigração para os Estados Unidos tem um impacto benéfico na economia do país. Com poucas exceções, evidências sugerem que os movimentos migratórios para os Estados Unidos tiveram um efeito positivo na vida econômica da população nativa, porém os efeitos do excesso de trabalhadores imigrantes não qualificados tem sobre os nativos pouco qualificados é controverso. Estudos também mostram que a imigração para os Estados Unidos teve pouco ou nenhum impacto nos índices de criminalidade e, em alguns lugares, até ajudou a baixar o número de crimes. Outras pesquisas mostram que os Estados Unidos é o país com os melhores índices de assimilação cultural de imigrantes de primeira ou segunda geração, quando comparado a outros países ocidentais.

## Os nativos

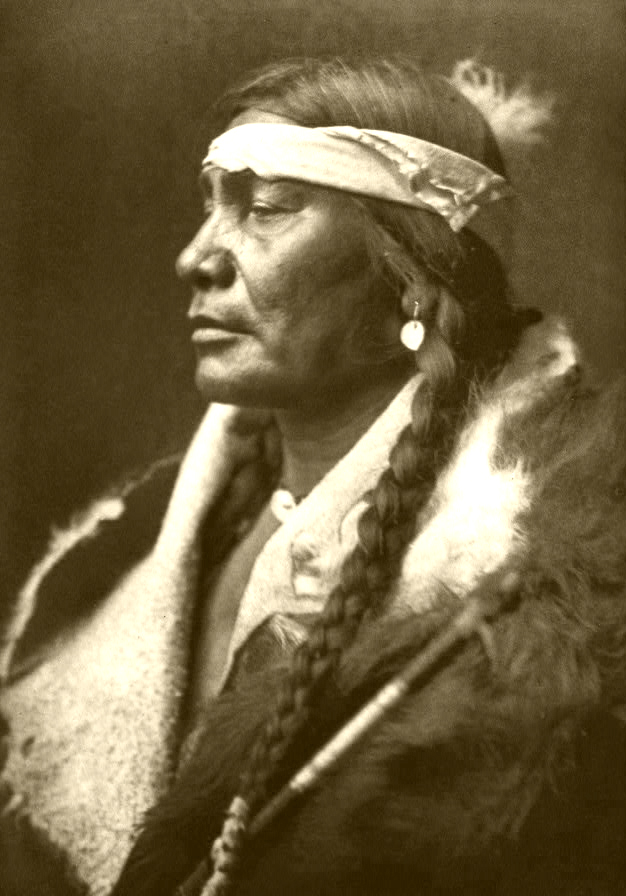
Um índio norte-americano.

Os nativos americanos foram os primeiros habitantes humanos das Américas, tendo chegado àquele continente durante o Pleistoceno, numa série de migrações da Sibéria para o Alasca, através de uma ponte terrestre que se teria formado onde hoje se encontra o Estreito de Bering. Povos nômades, estes primeiros imigrantes espalharam-se por todo o continente, ao longo de vários milhares de anos.
A dizimação dos povos indígenas iniciou-se pela ação dos colonizadores ingleses que ali passaram a se estabelecer no século XVII. Os índios foram obrigados a migrar para o Oeste. No século XIX, os remanescentes dos índios confrontaram-se novamente com os colonos que expandiam-se para essa região. Hoje, vivem nos EUA apenas 2,5 milhões de indígenas.

## Europeus

### Ingleses e outros colonos
Os europeus formaram a massa da imigração para os Estados Unidos. Essa imigração começou com a colonização do país, ainda no século XVII e durou até meados da década de 1970.
A Inglaterra vivia um momento conturbado. A religião oficial era a anglicana e, por consequência, seguidores de diversas outras denominações protestantes passaram a ser perseguidos. O cercamento dos campos também contribuiu para que milhares de pessoas saíssem das zonas rurais e rumassem para as cidades, que ficaram saturadas. A saída para essa crise de cunho religioso e econômico foi imigrar para a América do Norte. A primeira colônia inglesa estabelecida com sucesso na América do Norte foi Jamestown, na Virgínia, em 1607. Peregrinos e puritanos se estabeleceram em Massachusetts nos anos seguintes. A partir de então, milhares de protestantes se deslocaram para ali, dando origem à região conhecida como Nova Inglaterra, o embrião para a formação das Treze Colônias e, em consequência, dos Estados Unidos.
Os colonos ingleses formaram na América do Norte uma sociedade extremamente religiosa, que voltava seus esforços para a religião. Os índices de analfabetismo eram menores do que aqueles encontrados na Europa. A explicação para este fato inusitado é que, segundo a tradição protestante, o homem tem livre arbítrio de interpretação da Bíblia. Para isso, os colonos tinham que ser, obviamente, educados e alfabetizados. Para compreender os Estados Unidos atuais, é de extrema valia analisar quem foram seus colonizadores: pessoas fugidas de uma Inglaterra perseguidora, que criaram na América do Norte uma sociedade de forte herança protestante calvinista, que propagava que o trabalho dignificava o homem. Para os colonos, os Estados Unidos eram a terra prometida por Deus e, portanto, eles tinham uma "missão civilizadora" de ocupar a região e levar a sua cultura anglo-saxã dita "superiora" aos povos "inferiores". A mesma tese foi levantada em diversos momentos da História norte-americana, podendo-se ligá-la inclusive a recente ocupação do Iraque.

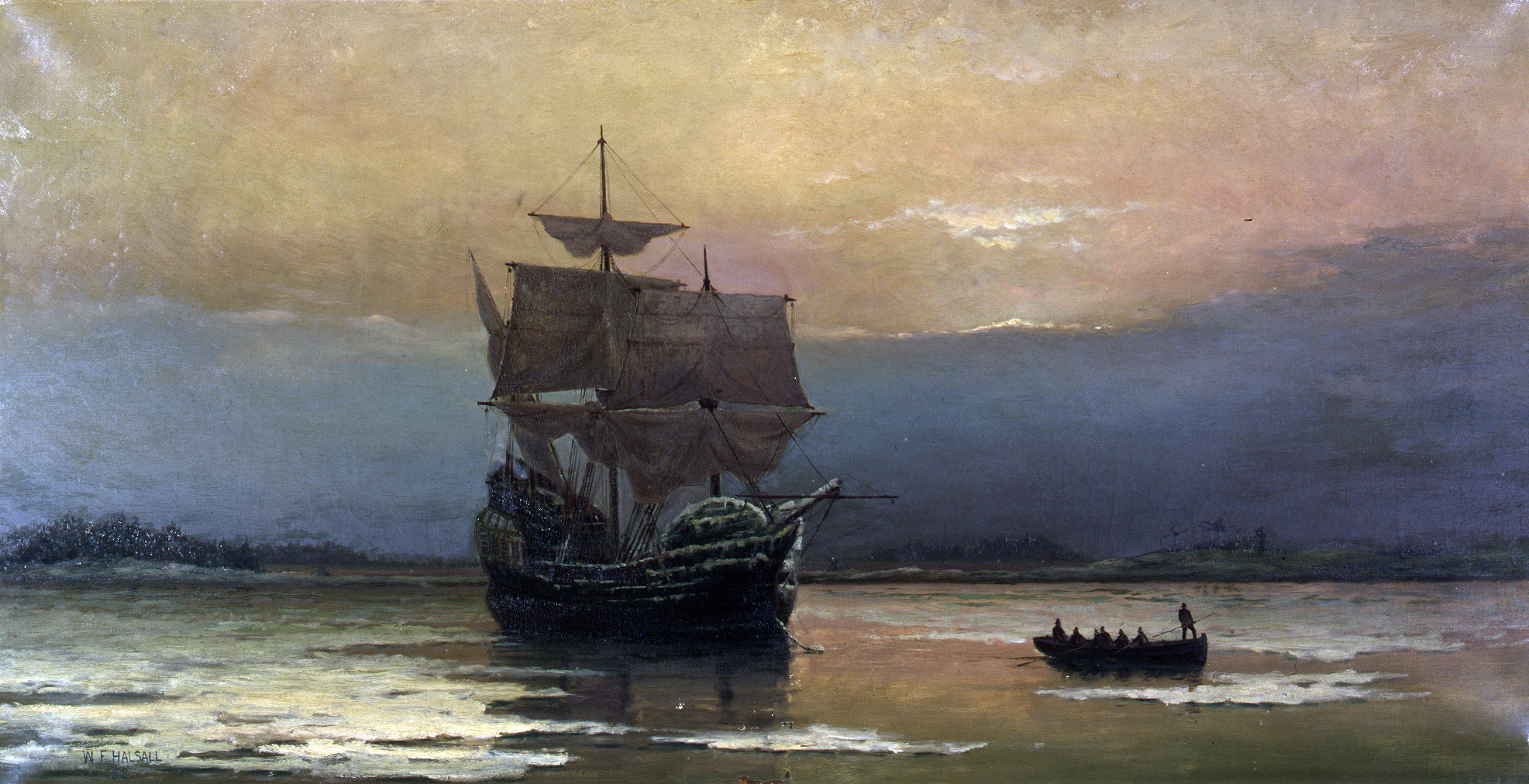
O Mayflower trazendo um dos primeiros grupos de colonos ingleses para a América do Norte.

É de se notar que muitos colonos vieram de outras partes da Europa. Em 1626 os índios venderam a ilha de Manhattan por 25 dólares para colonos holandeses ocuparem a região do Rio Hudson e fundarem Nova Amsterdã, onde atualmente fica Nova Iorque. Fugindo de perseguições religiosas, milhares de alemães imigraram para a Pensilvânia a partir de 1680. O século XVIII foi marcado pela chegada de grandes quantidades de imigrantes da Escócia e da Irlanda, que colonizaram o interior das Treze Colônias. Estes colonos foram rapidamente assimilados dentro da cultura inglesa dominante.
É de se salientar que, embora dividissem a mesma origem étnico-cultural, os habitantes das Treze Colônias não possuíam uma identidade nacional unificada. Tal sentimento só emergiria tempos depois, com a Independência dos Estados Unidos e se solidificaria com o término da Guerra de Secessão.

## Os africanos

Escravo negro sendo maltratado.

Os escravos foram trazidos da África para a América do Norte entre 1609 e 1807, durante o tráfico negreiro, a maioria dos quais chegou no século XVIII. A maior parte era oriunda da África Ocidental e da África Central. Ao todo, foram trazidos 500 mil africanos para as terras do Sul dos Estados Unidos, escravizados nas plantações, sobretudo de tabaco e algodão no Alabama, Virgínia, nas Carolina do Sul e do Norte, etc. Baseados no Comércio Triangular, que envolvia os colonos que, na África, trocavam rum e utensílios por escravos, que eram vendidos nas Antilhas e nas colônias do Sul, os negros chegaram aos Estados Unidos formando, atualmente, uma legião de quase 40 milhões de afro-americanos.
Foi a escravidão o fator principal para a explosão da Guerra de Secessão: o Norte, manufatureiro e salariado, era contra a expansão do Sul, agrícola e escravagista. Após o fim da guerra e a vitória do Norte, os negros foram libertos, porém, continuaram abandonados pelo governo norte-americano, fadados à pobreza, como aconteceu no Brasil. Porém, ao contrário do Brasil que não possuía leis racistas, os negros norte-americanos permaneceram durante décadas submetidos a diversas legislações de preconceito racial. Até a década de 1960, por exemplo, os afro-americanos eram considerados inferiores aos brancos, e havia lugares em que não podiam conviver (vagões de trem, restaurantes, praças, etc.).
Fugindo da pobreza e do violento racismo, muitos negros saíram do Sul e migraram para o Norte dos Estados Unidos, amontoando-se em bairros pobres nos centros das cidades. Após a década de 1970, programas de reafirmação racial e incentivo do governo melhoraram a vida econômica de muitos afro-americanos, embora ainda figurem entre os mais pobres dos EUA.

## A grande imigração do século XIX
É no século XIX que os Estados Unidos protagonizaram um movimento migratório nunca antes visto na História da humanidade. A conquista de novos territórios e a marcha para o Oeste fomentaram a entrada de muitos milhões de imigrantes. Em suma, a Europa vivia um momento conturbado, marcado por diversas guerras, conflitos e pobreza. Uma quantidade enorme de pessoas cruzaram o Oceano Atlântico para "fazer os Estados Unidos".

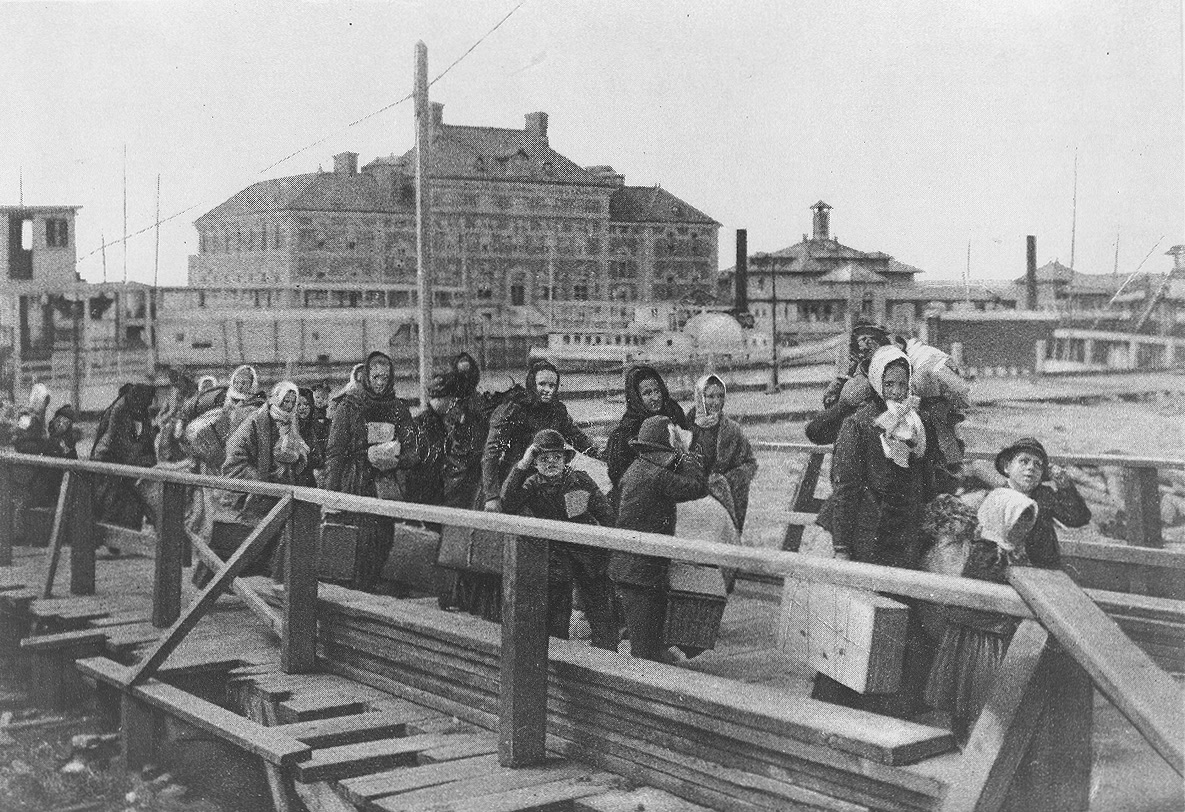
Imigrantes chegando a Ellis Island, 1902.

Em meados do século XIX, os ingleses foram superados pelos imigrantes irlandeses e alemães. Os irlandeses já imigravam para os Estados Unidos desde o século XVIII, em sua maior parte presbiterianos ou escoceses-irlandeses. A grande onda de fome que assolou a Irlanda na década de 1840 impulsionou um incrível contingente de imigrantes da Irlanda católica. Mais de um milhão de pessoas morreram de fome nesse período. Os alemães, que já haviam se estabelecido em regiões como a Pensilvânia, passaram a imigrar em grande número por fatores econômicos. Franceses do Canadá iriam completar os maiores contingentes de imigrantes nos Estados Unidos do século XIX. Entre 1820 e 1930, entraram mais de 30 milhões de europeus (incluindo mais de 5 milhões de alemães, 4,5 milhões de irlandeses, 3,5 milhões de ingleses e 900 mil franceses do Canadá) nos Estados Unidos.
No final do século XIX, os imigrantes do norte e centro da Europa foram superados pelos imigrantes do Sul da Europa, em sua maioria italianos. Entre 1870 e 1980 entraram 5,3 milhões de italianos nos Estados Unidos, a maior parte dos quais escolheu Nova Iorque como nova morada. No mesmo período chegaram 2 milhões de pessoas do Leste europeu, quase todos poloneses, que se concentraram na região de Chicago. Os judeus, quase todos europeus, somaram 2 milhões de imigrantes entre 1880 e 1924.
Italianos, irlandeses e poloneses sofreram grande preconceito por parte da população americana de origem anglo-saxã, principalmente por serem católicos, em um país dominado por dogmas protestantes. Ademais, eram considerados "pouco brancos" para os padrões germânicos que pairavam na mentalidade racista de alguns. Para os judeus a convivência foi ainda mais árdua, pois eram considerados uma "raça inferior". A adaptação e integração dentro da cultura americana foi, em decorrência, difícil e sofrida.
Imigrantes nórdicos chegaram em grande número. Aproximadamente 1,5 milhão de suecos e noruegueses chegaram entre o século XIX e XX, povoando diversas localidades do Centro-Oeste norte-americano (Dakota do Norte, Dakota do Sul, Minnesota, etc).
Outras imigrações menores chegaram de todos os cantos da Europa e da Ásia, incluindo-se milhares de chineses, coreanos, filipinos e indianos.

## Latino-americanos

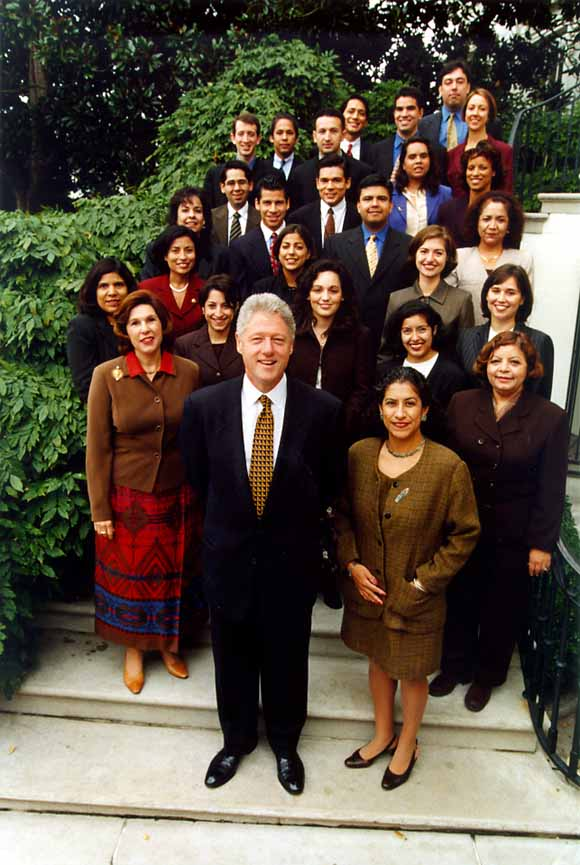
Ex-presidente Bill Clinton com membros da comunidade hispânica.

Os Estados Unidos continuam a ser a terra de entrada de milhões de imigrantes. Na atualidade quem domina essa imigração são os latino-americanos e, em especial, os mexicanos. Vivem hoje quase 30 milhões de pessoas de origem mexicana nos EUA. Estados próximos ao México, como Arizona, Texas, Novo México, Califórnia e Flórida são, a cada ano, "inundados" com a entrada de novos imigrantes. Porto Rico, Cuba e El Salvador também mandam milhares de imigrantes a cada ano. O número de brasileiros nos EUA era de 339 600 em 2010. Cerca de 62,1 milhões de estadunidenses são, hoje, de origem latina e já representam 18,7% da população.

## Racismo
A chegada de milhões de imigrantes de todos os continentes do mundo formou, nos Estados Unidos, uma população etnicamente diversa. Por muitos séculos, porém, a população branca de ascendência britânica dominou o País, marginalizando os outros grupos étnicos. Sob a sigla de WASP (branco, anglo-saxão e protestante, em português) criou-se um forte sentimento de racismo naquele País. Outros imigrantes europeus, como alemães, irlandeses e italianos, eram considerados inferiores, principalmente por serem majoritariamente católicos. Porém, com o passar das gerações, estes acabaram se diluindo dentro da população. Para os negros, a situação foi árdua visto que, até a década de 1960, os afro-americanos eram considerados por lei inferiores aos brancos. Os índios, por sua vez, eram considerados "inassimiláveis" e foram massacrados aos milhões. O país fundamentava seu racismo em leis, como a one-drop rule. Tal lei fundamentava que qualquer um que possuísse uma gota de sangue africano era automaticamente negro e, consequentemente, biológico e juridicamente inferior.

## Miscigenação
Embora o Governo americano tentasse impedir juridicamente os relacionamentos inter-raciais, não foi de um todo logrado. De forma velada, ocorreu grande miscigenação nos Estados Unidos. Segundo uma pesquisa antiga, de 2004, 30% da população branca estadunidense, ou 74 milhões de pessoas, teriam alguma ascendência africana e/ou indígena. A mistura varia de 2 a 20% na contribuição genética, sendo a média de 3,2% ameríndia e 0,7% africana. Porém, segundo uma pesquisa mais recente da empresa genômica 23andMe, de 2015, com 160 mil norte-americanos, apenas 5% dos americanos brancos apresentaram alguma ancestralidade africana e/ou indígena e, mesmo dentro desse grupo, a maioria tem uma mistura bastante pequena.
No contexto histórico, o uso de leis racistas como one drop rule se mostram ineficientes, pelo fato que 1/3 dos americanos brancos possuem um antepassado com algum sangue negro que, em algum momento, deixou de ser classificado como "negro" para ser "branco". A tentativa do governo em ter separado a população americana entre "brancos" e "negros" foi, todavia, eficiente, pois apesar de um certo grau de miscigenação, brancos e negros ainda vivem em realidades distintas, protagonizando episódios de violência e intolerância racial.